# After Porn Ends

After Porn Ends est un film documentaire américain de 2012 sur l'industrie de la pornographie. Il contient des entretiens avec Asia Carrera, Nina Hartley, Mary Carey, Randy West, Richard Pacheco, John Leslie, Amber Lynn, Seka, Raylene, Bill Margold, Shelley Lubben et Tiffany Million.

## Suites
Deux suites, After Porn Ends 2 et After Porn Ends 3 sont sorties en mars 2017 et octobre 2018.